# Auslaufmanagement
Das Auslaufmanagement (auch Phase-out-Management) befasst sich im Gegensatz zum Anlaufmanagement mit der zielgerichteten Anpassung der Materialbestände auslaufender Produkte an rückläufige Produktionszahlen. Der Fokus liegt dabei auf der Logistik, insbesondere auf den internen und externen Lieferanten, dem Original Equipment Manufacturer (OEM) sowie dem Ersatzteilwesen (ET).
Ziel des Auslaufmanagements ist es, Situationen einer Materialüber- bzw. -unterdeckung mit den entsprechenden finanziellen Folgen während des Auslaufs zu vermeiden. Es ist dabei entscheidend, dass die Versorgungssicherheit gewährleistet wird.

## Inhalte
Am Beispiel eines Fahrzeugauslaufs in der Automobilindustrie werden im Folgenden die Hauptinhalte erläutert.
- Abschätzung von möglichem Risiko der Versorgung
- Regelmäßige Abstimmung mit allen Beteiligten
- Dauerhafter Abgleich der Bestände
- Erstellung eines Bevorratungskonzeptes für die Ersatzteilversorgung
- Erarbeitung von Szenarien für Verwertung und Verschrottung
- Controlling der Kosten des Auslaufs

## Allgemeine Vorgehensweise
- Ermittlung des gesamten Teileumfangs
- Definition des kritischen Teileumfangs
- Festlegung von realen Fortschrittszahlen
- Abstimmung und Controlling

## Handlungsfelder
Die realen Ist-Bestände, z. B. am Fließband und im Lager, sind an die tatsächlichen Restbedarfe anzupassen. Um einen rechtzeitigen Hinweis auf die Über- oder Unterdeckung der Restbedarfe zu erhalten, sind ein permanenter Abgleich zwischen Restbedarf und dem verfügbaren Bestand zu tätigen sowie die Lieferabrufe zu steuern.

## Potentiale
Ein großes Potential liegt bereits in der zielgerichteten Anpassung der Fortschrittszahlen auf Basis der Inventur eines kritischen Teilespektrums. Man erreicht eine Annäherung an die Echt-Bedarfe. Prognoseverfahren innerhalb der Teilebedarfsermittlung müssen adäquat angepasst werden. Eine Bedarfsglättung macht kurz vor endgültigem Auslauf z. B. keinen Sinn. Zusätzlich können weitere, qualitative Potentiale wie z. B. durch die Reduzierung von Sonderfahrten und durch eine zügige Teileverwertung sichergestellt werden.
Im Bereich der Ersatzteilversorgung für Maschinen und Anlagen können durch gezieltes FZ-Management auf Produktionsseite ebenfalls Szenarien abgebildet werden, die Wiederverwendungs- und/oder Verwertungsbetrachtungen zulassen.